# Kakashi Hatake
Kakashi Hatake (はたけ　カカシ Hatake Kakashi, alternativt 畑 案山子), direkte oversat ‘Fugleskræmsel’} er en figur i den japanske manga- og anime-serien Naruto hvor han optræder som leder og sensei (lærer) for ”Team 7” bestående af Naruto Uzumaki, Sakura Haruno og Sasuke Uchiha. Kakashi introduceres først i episode 3 i første sæson efter dannelsen af de nyudklækkede Genin-hold fra Ninja Akademiet, men møder først ”Team 7” i episode 4, hvor han grundet sin til tider distraherede og uopmærksomme person falder i en af Narutos fælder, her inkluderende en beskidt tavle-svamp over døren. Kakashi er med sin lidt tilbagelænede og dovne attitude blevet en af seriens mest afholdte figurer og som handlingen skrider frem, kan man da heller ikke undgå at få sympati med ham, ligesom med størstedelen af seriens figurer. Som følge af, at Kakashi konstant sidder med hovedet begravet i en bog (navnlig bogen Icha Icha (イチャイチャ Icha Icha), hvilket er en række semi-erotiske kærlighedsnoveller forfattet af en af De Legendariske Tre Sannin, Jiraiya, ved hvem Naruto senere kommer i 3-årig lære hos) virker han ofte komisk åndsfraværende, men når en alvorlig situation opstår ser man en helt anden side af ham, hvor han ændres til en seriøs karakter der aldrig ville lade sine venner i stikken.
Kakashi er ikke alene velrenommeret i Løv-landsbyen (Konoha), men også rundt omkring hvor hans missioner har bragt ham hen i tidernes løb. Men selvom Kakashi er kendt af mange, har han kun få rigtige venskaber og det tætteste, han kan siges at have, er med rivalen og ninja-kollegaen Maito Gai, hvor deres møder oftest fremstilles på en lidt komisk måde blandt andet pga. Gai’s ukuelige optimisme, excentriske væsen og ønske om en endelig sejr over Kakashi kombineret med Kakashis tilbagelænede og til tider lidt fraværende opførsel, som provokerer den udfarende Gai græsenløst. Kakashi har selv givet udtryk for, at alle han har elsket er døde og sørger oftest for at holde privatlivet for ham selv, hvilket gør, at Kakashi fortsat er omgivet af mystik, ligesom han gennem hele serien har holdt hele sit ansigt – undtagen øjnene – skjult, også selvom ”Team 7” gjorde et storstilet forsøg på at få afsløret hans ansigt (episode 101), har det stadig ikke været muligt. Dog antydes det i afsnittet, at Kakashi ser yderst godt ud.

## Baggrund
Kakashi er søn af Sakumo Hatake, bedre kendt under navnet ”Konoha’s White Fang” (Konohas Hvide Hugtand), som var en utroligt talentfuld ninja, hvis tilnavn mistænkes for at være begrundet i enten familiens karakteristisk strittende hvide hår eller den tanto-familie-kniv han bar, som udsendte en hvid Chakra når den blev brugt af en Hatake. Denne kniv gik senere i arv til Kakashi. Da Sakumos rygte var på højde med De Legendariske Tre Sannins pga. hans talent, tog han det meget hårdt, da valget om at afvise en meget vigtig mission pga. faren for at hans holdkammerater ville komme til skade, fik store konsekvenser for Konoha. Skammen drev ham til selvmord og Kakashi voksede op med en meget kold og beregnende attitude og ønsket om altid at være nummer ét og sætte missionen frem for alt, sandsynligt grundet ønsket om at tage afstand fra den vanære faderen havde bragt over familien.
I sine yngre år opnåede Kakashi mange ting, blandt andet at blive oplært hos den ninja, som senere blev Den Fjerde Hokage, hvorefter Kakashi blev leder for sit eget hold. Han bestod sin eksamen på Ninja Akademiet som 5 årig og et år efter, i en alder af blot 6 år, blev han Chuunin og var allerede Jounin som 13-årig, hvilket man kan sætte lidt i perspektiv med en f.eks. hovedpersonen Naruto Uzumaki, som havde svært ved bare at bestå Ninja Akademi-eksamen, som 12-årig. Kakashi er derfor uden tvivl også en af de ninjaer, som man betegner som genier, altså med et medfødt talent. 
Rygtet om ham blev yderligere spredt grundet en uforudseelig fordel, som han fik under en af sine første missioner som Jounin. Under en krig, havde Kakashi og hans hold fået til opgave at ødelægge en bro, som havde stor betydning for deres modstandere, Sten-ninjaerne. Under et møde med dem, blev holdets medicin-ninja Rin kidnappet og bragt til afhøring og Kakashi valgte at ville efterlade hende for at kunne fuldføre missionen. Hans anden holdkammerat, Obito Uchiha, mente derimod, at det var vigtigere at prioritere en redningsaktion frem for missionen og forklarede Kakashi, at de, som lader sine venner og holdkammerater i stikken, er værre end affald, hvormed han fik overtalt Kakashi til at lede efter Rin. Under eftersøgningen faldt Kakashi og Obito i et baghold, hvor Kakashi mistede sit venstre øje, som er skyld i det karakteristiske ar ved venstre øje. Efter at have besejret modstanderen ved hjælp af Obitos Sharingan lykkedes det dem at finde frem til Rin og redde hende. På vej væk faldt de i endnu en fjendes baghold, hvor Obito reddede sine holdkammerater ved at værne dem fra faldende klipper, igangsat af modstanderen. Obito var klar over, at han selv ikke stod til at redde og på sit dødsleje bønfaldt han sine holdkammerater om, at lade Rin transplantere hans venstre Sharingan-øje til Kakashi beskadigede øjenhule, som en gave. Efter Rin og Kakashi undslap svor de begge hævn over Sten-ninjaerne, som senere i missionen blev fuldført med hjælp af forstærkninger fra Konoha. Under kampen brækkede Kakashis tanto, som også ses som et symbol på hans nye syn på missionen kontra kammeratskab. 
Herefter begyndte Kakashi at bruge sin første selv-opdagede Jutsu (ninja teknik), Chidori, som han senere videregav til Sasuke. Siden tabet af Obito udviklede Kakashi mange af sine nuværende personlighedstræk, såsom at være mere afslappet omkring missioner, samt at han begyndte at komme med dårlige – men oftest komiske – undskyldninger for at komme for sent, selvom han i virkeligheden brugte tiden på at besøge den mindesten hvorpå Obitos navn står indgraveret. 
I de følgende år tilranede Kakashi sig et tilnavn, som Kopierings Ninjaen Kakashi (コピー忍者のカカシ Kopī Ninja no Kakashi) pga. hans evne til at bruge sin Sharingan til at kopiere og tilpasse sig modstanderens Jutsu. Han blev også optaget i ANBU, hvilket er en gruppe maskerede ninjaer, som arbejder direkte under Konohas øverstbefalende, Hokagen. Det var ydermere også her, hvor Kakashi og Gais påståede rivaliseren opstod, samt dér, hvor Kakashi skal siges at have lavet sin blods ed med hans ninja-hunde.